# Enkenbach-Alsenborn (Verbandsgemeinde)
Enkenbach-Alsenborn est une Verbandsgemeinde (collectivité territoriale) de l'arrondissement de Kaiserslautern dans la Rhénanie-Palatinat en Allemagne. Le siège de cette Verbandsgemeinde est dans la ville de Enkenbach-Alsenborn.
La Verbandsgemeinde de Enkenbach-Alsenborn consiste en cette liste d'Ortsgemeinden (municipalités locales):

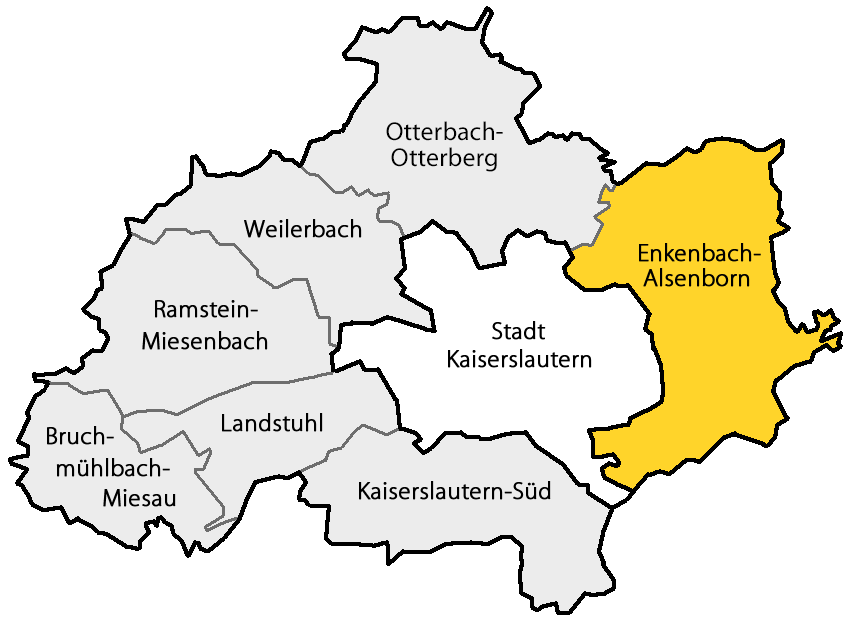
Localisation du Verbandsgemeinde de Enkenbach-Alsenborn dans l'arrondissement de Kaiserslautern

- Enkenbach-Alsenborn
- Mehlingen
- Neuhemsbach
- Sembach